# ウリ
ウリ （瓜） は、
1. メロン （Cucumis melo L.） の東方に伝わった品種群のこと （狭義の用法）
2. ウリ科の果菜類の総称 （広義の用法）

以下、それぞれに節を立てて解説する。

## メロンの東方品種群としてのウリ

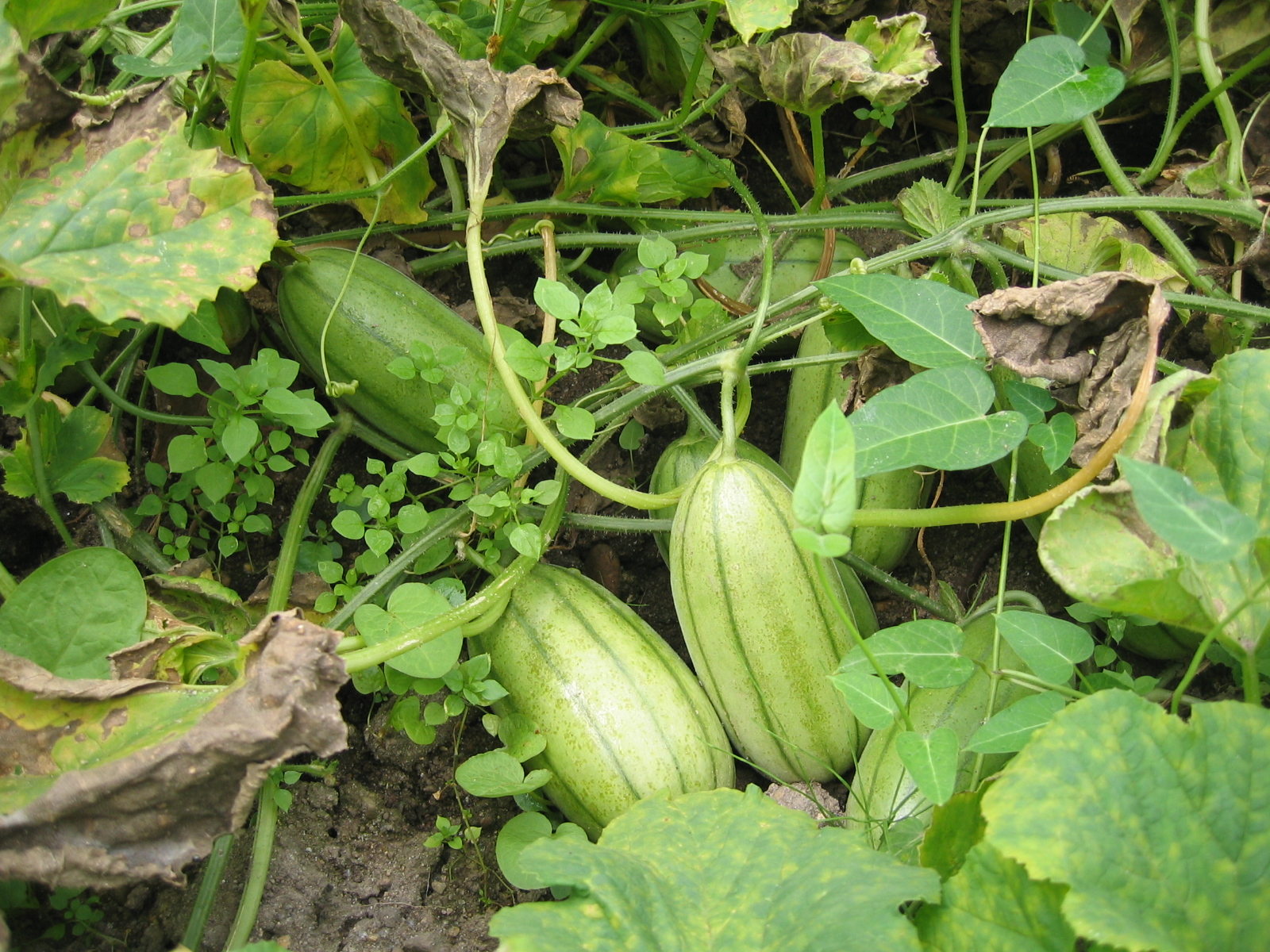
マクワウリ

メロンはインドから北アフリカにかけてを原産地とし、この地方で果実を食用にする果菜類として栽培化され、かなり早くにユーラシア大陸全域に伝播した。日本列島にも貝塚から種子が発掘されていることや、瀬戸内海の島嶼などに人里近くで苦味の強い小さな果実をつける野生化した「雑草メロン」が生育していることから、既に縄文時代に伝わり栽培されていたと考えられている。日本では古来「ウリ（フリとも）」の名で親しまれてきた。また、中国では「瓜」の漢字があてられた。『古事記』や『万葉集』に記されたウリは、マクワウリ（甜瓜）ではないかと考えられている。近代以降、ヨーロッパや西アジアの品種群が伝えられると、生物の種としては同じものであったが、日本の在来品種より芳香や甘みが強いことが注目されて西欧諸語起源のメロンの名で呼ばれるようになった。このため今日の日本では、C. meloの栽培品種は、ヨーロッパ系の品種群をメロン、それ以外の特に東アジア、あるいは中国西域ぐらいまでの範囲で伝統的に栽培されている品種群をウリと呼ぶのが慣例となっている。
日本では生で甘みや清涼感を味わうマクワウリなどの品種群の他に、キュウリ（Cucumis sativus）やシロウリのように熟しても甘みに乏しく、野菜として食べたり、未熟なうちに漬物にする品種群も発達した。もちろん生食用品種や西方品種群の甘みと芳香の強いメロンであっても、甘みの出ていない未熟な果実は日本風の漬物に適しており、日本の主要なメロン産地では、良質で商品価値の高い果実を育てるために摘果した余剰の未熟果実が、漬物用として大量に自家消費、あるいは地場消費されている。青瓜・新うりのことを、カリモリと呼ぶ。
Cucumis meloは原産地が西アジアから北アフリカであるため、本来は高温乾燥の環境が適するが、日本で伝統的に栽培されてきた品種群は、日本の環境に適合する品種改良が行われ、高温多湿に耐える性質を身につけている。そのため、ヨーロッパ型のメロンを日本で容易に栽培できるようにするためにマクワウリと交配したプリンスメロンなどが作出されている。
日本以外のウリとしては、中国の西域、東アジアというよりはむしろ中央アジアの文化圏ではあるが、新疆ウイグル自治区のオアシス地帯で古来栽培されてきた品種、ハミウリがよく知られている。

## ウリ科の果菜類

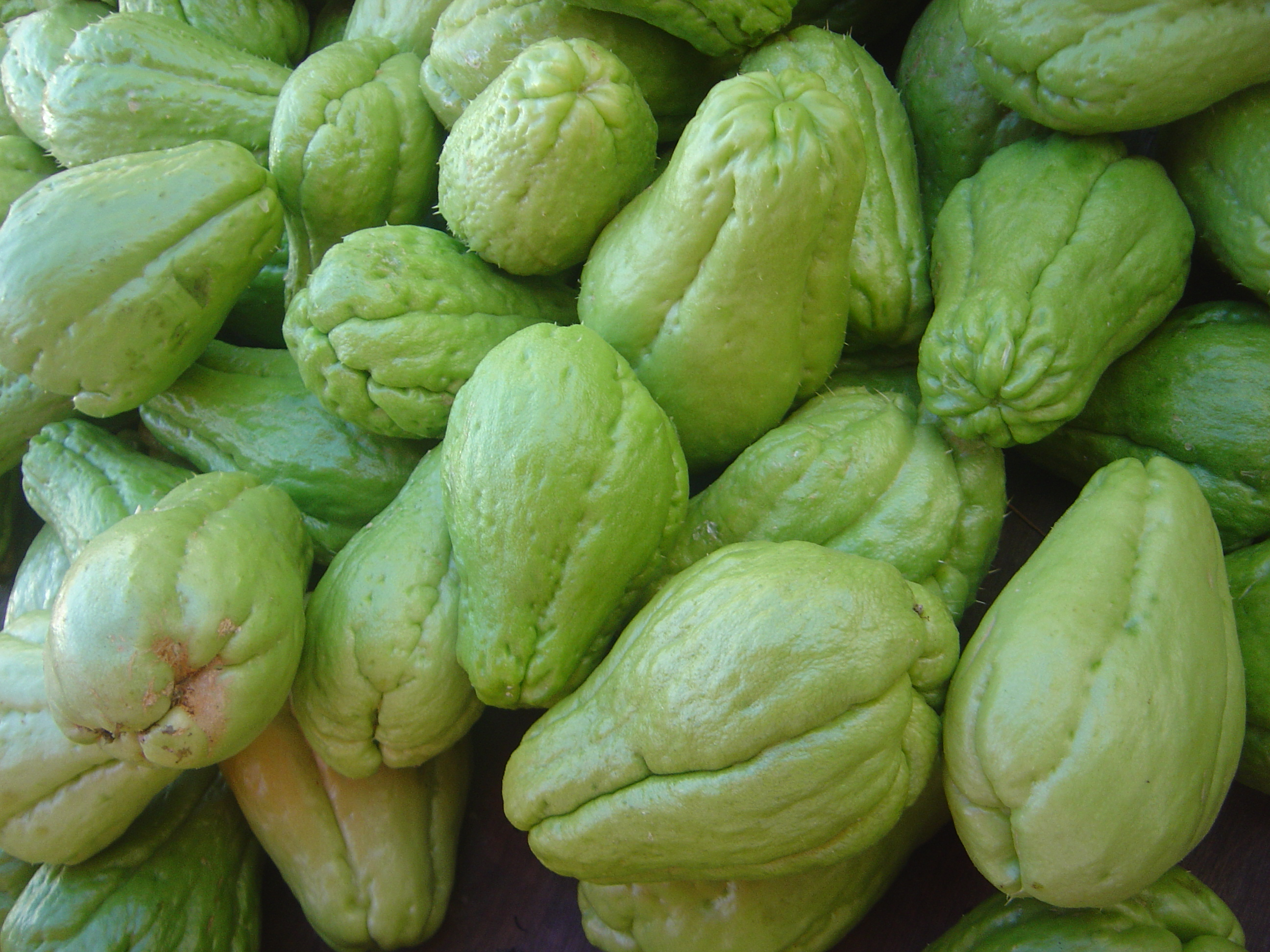
ハヤトウリ

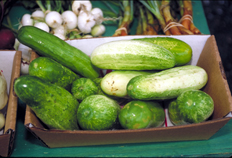
色々な品種のキュウリ

木瓜紋（織田瓜）

下記に主要なものを挙げる。成分のほとんどは水分が占めるが、カリウムを多く含んでいることが特徴で、余分な塩分を体外に排出してくれる利尿作用があることが知られている。
一般的に単に「瓜」と言った場合、大抵の場合はシロウリかマクワウリを指す。
キュウリ類 （Cucumis属）
- メロン （Cucumis melo）
  - マクワウリ（真桑瓜、Cucumis melo var. makuwa） - 芳香とさっぱりした甘みがあり、プリンスメロンの品種改良の元になっている。果皮の色により、黄色系、緑色系、白色系がある。
  - シロウリ（白瓜、Cucumis melo var. conomon） - 完熟すると果皮が白っぽくなる。果肉は歯切れの良いシャキシャキした食感がある。主に漬物に用いるほか、炒め物にも使われる。
    - ハグラウリ - 千葉県の郷土野菜。水分が多くてやわらかいのが特徴で、「はぐら」は歯がぐらついても食べられるの意味。芯をくり抜いて唐辛子などを詰める鉄砲漬けに使われる。
    - クロウリ

  - シマウリ（縞瓜、Cucumis melo var. momordica） - 八丈島の郷土野菜。甘い芳香があるが、果肉は粉っぽく、甘みはほとんどないので砂糖やコンデンスミルクをかけて食す。これを食べた老婆がむせる様子を連想して「ババゴロシ」とも呼ばれる。
  - チリメンホソナガウリ（縮緬細長瓜、Cucumis melo var. flexuosus） - フレクスオスス群 (C. melo ver. flexuosus)。ヘビメロン・アルメニアキュウリとも。しばしばヘビウリと呼ぶこともある。
  - ハミウリ （ハミ瓜、Cucumis melo var. inodorus） - 中央アジア・哈密（ハミ）特産。

- キュウリ （胡瓜、Cucumis sativus）
- キワノ （ツノニガウリ; Cucumis metulifer） - アフリカ原産。日本ではニュージーランド産などが少量流通する。
- アカゲウリ （赤毛瓜） - 沖縄県の郷土野菜。

その他
- きゅうりメロン （Melothria scabra）
- スイカ （西瓜、Citrullus lanatus）
- トウガン （冬瓜、Benincasa hispida）
- ニガウリ （苦瓜、ゴーヤー、Momordica charantia）
- カボチャ （南瓜、Cucurbita spp.）
  - ぺポカボチャ （Cucurbita pepo）
    - ズッキーニ （Cucurbita pepo）
    - キンシウリ （錦糸瓜、そうめんカボチャ、Cucurbita pepo） - 茹でると果肉が繊維状にほぐれることからこうした名がある。

- ハヤトウリ（隼人瓜、Sechim edule） - 別名「千成瓜」。洋ナシのような下ぶくれの外観で、8 - 10月ごろに出回る。緑色種と白色種がある。漬物のほか、炒め物や煮込みに使われる。
- ヘチマ（糸瓜、Luffa cylindrica） - 食用にするのは若い実で、皮がかたいため、剥いて果肉だけを食べる。沖縄や南九州で、味噌汁の具や煮込み、チャンプルーに使われる。
- トカドヘチマ（十角糸瓜、Luffa acutangula） - 角ばった形から「十角」とよばれる。実は15 - 40 cmほどになり、ナッツのような芳香がある。緑がかった若い実を食用にし、炒め物などに用いる。
- ヘビウリ （蛇瓜、Trichosanthes cucumerina） - キュウリ類のフレクスオスス群 (C. melo ver. flexuosus)のメロンをヘビウリと呼ぶこともあり、しばしば混同される。
- ヤサイカラスウリ （野菜烏瓜、Coccinia grandis） - 実も食用になるが、葉野菜として知られる。沖縄では帰化植物として野生化している例がある。
- ナンバンカラスウリ （南蛮烏瓜、Momordica cochinchinensis）-「カラスウリ」と名にあるものの、実際は二ガウリに近い種である。
- シカナ瓜 （Sicana odorifera）
- ユウガオ （夕顔、Lagenaria siceraria var. hispida）
- 食用一口ひょうたん（食用一口瓢箪、Lagenaria siceraria） - 食用種のヒョウタンで、実が小さなうちに収穫して、漬物や炒め物に用いる。
- パルワル（Trichosanthes dioica） - カラスウリの食用品種
- アチョクチャ／カイグア（Cyclanthera pedata） - 日本国内では沖縄県内で栽培・流通している。日本国内での名称は安定していない。小雀瓜、インカキュウリとも。
- バクダンウリ（爆弾瓜、cyclanthera brachystachya）

日本ではあまり一般的ではないが国外ではウリ科の種子は人気のある食材であり、採種用の栽培種もある（例：パンプキンシード・エグシ）。
また果菜ではなく葉野菜として利用される品種も多い（フルトカボチャ、ヤサイカラスウリなど）。

## 文化
うりこひめとあまのじゃく
瓜核顔(うりざねがお)
ウリの種のように、色白で鼻高く細長い顔。美人とされる。
瓜に爪あり爪に爪なし
間違えやすい瓜と爪の漢字の覚え方。
瓜の蔓に茄子はならぬ
平凡な親から非凡な子が生まれない。
瓜二つ
兄弟や双子、親子などの見た目がそっくりなこと。
瓜田不納履、李下不正冠
李下で冠をなおしたり、瓜畑でくつをなおすと、盗むと疑われる。
瓜割の滝
瓜裂の清水
木瓜紋
破瓜
瓜は大名に剥かせよ。柿は乞食に剥かせよ。
瓜は実の中心部が最も甘みが強く、皮を厚く剥くとよい。柿は皮のすぐ下が最も甘みが強いため極力皮を薄く剥くとよい。
吃瓜
野次馬のこと。瓜とは瓜子のこと。
瓜売りが瓜売りに来て瓜売り残し売り売り帰る瓜売りの声
早口言葉
日本においてはかつて土用の丑の日にはウナギではなく瓜を食べる風習があった。その名残りで現在でも土用の丑の日になると白瓜などの奈良漬けがスーパーマーケットなどにおいて季節のものとして売りに出される。一部の地域ではきゅうり加持の風習がある。